# Faucogney-et-la-Mer
Faucogney-et-la-Mer är en kommun i departementet Haute-Saône i regionen Bourgogne-Franche-Comté i östra Frankrike. Kommunen ligger i kantonen Faucogney-et-la-Mer som tillhör arrondissementet Lure. År 2022 hade Faucogney-et-la-Mer 446 invånare.

## Befolkningsutveckling
Antalet invånare i kommunen Faucogney-et-la-Mer
| Referens: INSEE |